# Raymond Chabot Grant Thornton
Raymond Chabot Grant Thornton (RCGT) est une firme spécialisée dans les domaines de la certification, de la fiscalité, des services-conseils et du redressement d’entreprises et de l’insolvabilité. 
Selon Les Affaires, Raymond Chabot Grant Thornton est la première société comptable au Québec avec plus de 2 800 professionnels en 2020.

## Histoire
Raymond Chabot Grant Thornton a été fondée à l'origine à Montréal en 1948 par deux comptables francophones, sous le nom de Raymond Chabot. Elle continua ensuite sous le nouveau nom de Raymond Chabot Martin Paré. Elle eut d'abord à sa tête Jacques Raymond, assisté de Guy Chabot, Guy Martin et Jacques Paré.
Un autre dirigeant important fut Serge Saucier à partir des années 1980. Suivirent Michel Lavigne, Richard Payette et Jean Robillard.
Depuis 2013, le président et chef de la direction est Emilio B. Imbriglio et Éric Bergeron, associé en certification, est le président du conseil des associés.
La firme, membre de Grant Thornton International Ltd, compte plusieurs filiales : Raymond Chabot Inc, RCRH, Impo, Operio, Auray Capital, RCGT Consulting, VARS et Catallaxy, filiale spécialisée dans la technologie blockchain cofondée avec les experts bitcoin locaux Jonathan Hamel, Francis Pouliot et Vincent Gauthier.